# Louis Finet
Louis Casimir Finet (5 maart 1894 - ?) was een Belgisch ruiter met een specialisatie in voltige. 

## Levensloop
Hij verzamelde twee olympische medailles op de Olympische Spelen van 1920 in Antwerpen.

## Palmares
Olympische Spelen van 1920 in Antwerpen:
- "Voltige - individueel" met een score van 29.000
- "Voltige - team" met een score van 87.500 (met Maurice Van Ranst en Daniel Bouckaert)